# Kościół Prawosławny Czech i Słowacji
Kościół Prawosławny Czech i Słowacji, także Kościół Prawosławny Ziem Czeskich i Słowacji, Czeski i Słowacki Kościół Prawosławny – jeden z kanonicznych kościołów prawosławnych, zajmujący czternaste miejsce w dyptychu lokalnych Cerkwi autokefalicznych. 
Kościołowi podlegają parafie prawosławne na terenie Czech, Słowacji i na Węgrzech. Do 1993 Cerkiew nosiła nazwę Kościoła Prawosławnego Czechosłowacji.

## Historia

### Geneza Cerkwi
Chrześcijaństwo pojawiło się na ziemiach obecnych Czech i Słowacji w IX w. wraz z przybyciem Cyryla i Metodego. Misja ta zakończyła się jednak w 885 wraz ze śmiercią Metodego i likwidacją metropolii obrządku słowiańskiego w Państwie wielkomorawskim. Jednak według Żywota świętego Metodego przekazała słowiański obrządek i kulturę dzisiejszym Czechom i przyniosła dwa owoce związane ze słowiańskim chrześcijaństwem – św. Ludmiłę i św. Wacława. Słowiańskie chrześcijaństwo i słowiańska kultura były dominującym elementem w Czechach w X i XI wieku. Do 1095 funkcjonował monaster w Sazawie. W późniejszym okresie na terenie Czech i dzisiejszej Słowacji upowszechnił się obrządek łaciński, a obrządek bizantyjski obecny był jedynie w rejonie Preszowa i na Zakarpaciu, gdzie jednak od XVII w. większość wiernych znalazła się w unii z Rzymem.
W 1863 grupa czeskich polityków założyła w Pradze wspólnotę prawosławną, która przyjęła jurysdykcję metropolity czerniowieckiego. Jej patronem był św. Mikołaj, zaś jurysdykcyjnie stanowiła ona filię parafii przy cerkwi poselstwa rosyjskiego w Wiedniu. Na początku I wojny światowej wspólnota ta została zdelegalizowana przez władze Austro-Węgier jako organizacja niebezpieczna dla państwa. Jej członkowie byli prześladowani. Przetrwała jednak i wznowiła działalność w 1919, zaś w 1922 została uznana przez władze czechosłowackie.

### Kościół Prawosławny w Czechosłowacji
Powstanie Kościoła Prawosławnego w Czechosłowacji związane było z kryzysem jaki dotknął Kościół katolicki w tym kraju po I wojnie światowej oraz z niezadowoleniem społecznym przejawiającym się w ruchu Precz od Wiednia i od Rzymu. Na fali krytyki rzymskokatolickiego episkopatu Czech przez grupę modernistycznych księży doszło w 1920 do schizmy, która doprowadziła do utworzenia narodowego Kościoła Czechosłowackiego. 
W trakcie formowania się Kościoła Czechosłowackiego wyodrębniła się z niego grupa, która postawiła sobie za cel przywrócenie w Czechach i na Morawach tradycji cyrylometodiańskiej i odrodzenia obrządku słowiańskiego (głagolickiego). Na czele tego nurtu stał ksiądz Matěj Pavlík. W 1921 Kościół Czechosłowacki nawiązał współpracę z Kościołem Prawosławnym Serbii. Po uzgodnieniu kwestii doktrynalnych Matěj Pavlík jako najgorliwszy sympatyk obrządków bizantyjsko-słowiańskich został wysłany do Belgradu, gdzie pod imieniem zakonnym Gorazda II otrzymał chirotonię biskupią od patriarchy Serbii Dymitra. 
W 1923 biskup Gorazd pokłócił się z pozostałymi hierarchami Kościoła Czechosłowackiego i odszedł z niego pociągając za sobą wiernych opowiadających się za bliższą współpracą z prawosławiem. Nowa wspólnota poddała się jurysdykcji Serbskiego Kościoła Prawosławnego, a jej wiernymi byli w większości konwertyci z katolicyzmu. 
Równolegle z powstałym biskupstwem Matěja Pavlíka funkcjonowała jednak wciąż wspólnota prawosławnych założona w okresie monarchii habsburskiej. Na jej czele w 1922 stanął Czech – Antonín Jindřich Vrabec), który wcześniej długie lata przebywał w Rosji jako duszpasterz prawosławnych Czechów na Wołyniu. Przyjął on święcenia pod imieniem zakonnym Sawwacjusz oraz otrzymał godność archimandryty. Z powodu niechęci do Serbów poddał się jurysdykcji Konstantynopola i w 1923 został tam wyświęcony na arcybiskupa. 
Po 1924 w Czechach były dwie wspólnoty prawosławne pozostające w dwóch różnych jurysdykcjach – Patriarchatu Serbskiego i Patriarchatu Konstantynopola. Władze państwowe Czechosłowacji nie uznały jednak święceń biskupich Sawwacjusza, co znacząco ułatwiło działalność biskupowi Gorazdowi. W 1925 synod narodowy złożony z 11 delegatów duchownych i 36 świeckich oficjalnie proklamował powstanie Kościoła Prawosławnego Czechosłowacji, pozostającego w jurysdykcji Patriarchatu Serbii. W 1926 cały majątek Cerkwi biskupa Sawwacjusza został przekazany Cerkwi kierowanej przez biskupa Gorazda, przyłączyli się do niej również jego wierni czeskiego pochodzenia. Wierni Sawwacjuszowi pozostali jedynie rosyjscy emigranci w Czechach.
W 1927 do wspólnoty biskupa Gorazda II przyłączyła się część prawosławnych Rusinów z Rusi Zakarpackiej, wcześniej grekokatolików. Grupa ta przyczyniła tym samym do rozwoju prawosławia w Czechosłowacji. Znaczącym ośrodkiem prawosławia na tych terenach był ówcześnie monaster św. Hioba Poczajowskiego w Ladomirovej, gdzie mieściło się m.in. wydawnictwo religijne i drukarnia.
Ponadto w okresie międzywojennym przebywał w Pradze biskup prawosławny Sergiusz (Korolow), który został zmuszony w 1922 do opuszczenia Chełma za sprzeciwianie się autokefalii Polskiego Kościoła Prawosławnego. Był on wikariuszem egzarchy Eulogiusza (Gieorgijewski). Nie angażował się jednak w działania na rzecz organizacji Kościoła Prawosławnego w Czechosłowacji, okazyjnie jedynie sprawując posługę duszpasterską wśród emigrantów rosyjskich w kościele św. Mikołaja. Jego staraniem wzniesiono na cmentarzu Olszańskim w Pradze cerkiew Zaśnięcia Matki Bożej, która przez pewien czas była główną katedrą Kościoła Prawosławnego Czechosłowacji.
Po wybuchu II wojny światowej biskup Gorazd II zwrócił się do metropolity berlińskiego (w jurysdykcji Rosyjskiego Kościoła Prawosławnego poza granicami Rosji) Serafina o czasowe przyjęcie Cerkwi czechosłowackiej pod swoją jurysdykcję do czasu przywrócenia normalnych kontaktów z Cerkwią Serbską. 
W 1942 za udział w ukrywaniu zamachowców na życie Reinharda Heydricha Kościół Prawosławny Czechosłowacji spotkały ciężkie represje. Został on zdelegalizowany, a jego majątek skonfiskowano. Biskup Gorazd II został 27 czerwca 1942 aresztowany, a 4 września tegoż roku rozstrzelany wraz z innymi działaczami cerkiewnymi eparchii praskiej. Wszyscy duchowni prawosławni trafili do obozów koncentracyjnych.
Na Słowacji losy Kościoła nie były aż tak tragiczne, jednak represje go nie ominęły. Rząd słowacki ks. Jozefa Tiso znacznie utrudnił jego funkcjonowanie, zakazano również wszelkiej działalności edukacyjnej i wydawniczej. Planowano deportację ze Słowacji wszystkich duchownych prawosławnych, zamiary te pokrzyżowało jednak wkroczenie Armii Czerwonej i upadek słowackiego państwa.
Kościół Prawosławny Czechosłowacji odrodził się w 1945. Ze względu na to, że w ówczesnej sytuacji politycznej utrzymywanie kontaktów z Cerkwią Serbską było niemożliwe, został on podporządkowany jurysdykcji Patriarchatu Moskwy. Ustanowiono w Pradze autonomiczny egzarchat, a do Pragi przysłany został biskup rosyjski, Eleuteriusz (Woroncow), w celu sprawowania opieki duszpasterskiej nad pozostałymi 8 tysiącami wiernych (po przyłączeniu Rusi Zakarpackiej do ZSRR tamtejsi prawosławni przeszli pod jurysdykcję Patriarchatu Moskwy). W 1950 po zniesieniu unii z Rzymem do cerkwi tej zostali włączeni słowaccy grekokatolicy, którzy byli członkami Unii Użhorodzkiej. Zjednoczenie to nie trwało jednak długo, gdyż w 1968 władze zezwoliły na odrodzenie Kościoła Greckokatolickiego w Czechosłowacji. Wówczas powróciła do niego znaczna część wiernych prawosławnych. Po wojnie (lata 1946–1948) zasilili Cerkiew również Czesi – repatrianci z Wołynia, których przodkowie przyjęli w XIX w. prawosławie. Powstało wówczas w Czechach wiele nowych parafii prawosławnych.
9 września 1951 Rosyjski Kościół Prawosławny przyznał Kościołowi Prawosławnemu Czechosłowacji autokefalię. Patriarcha Konstantynopola nie uznał jednak praw Patriarchatu Moskiewskiego jako Cerkwi-Matki i dopiero tomosem z 9 września 1998 sam przyznał autokefalię Cerkwi czechosłowackiej.

### Kościół Prawosławny Ziem Czeskich i Słowacji

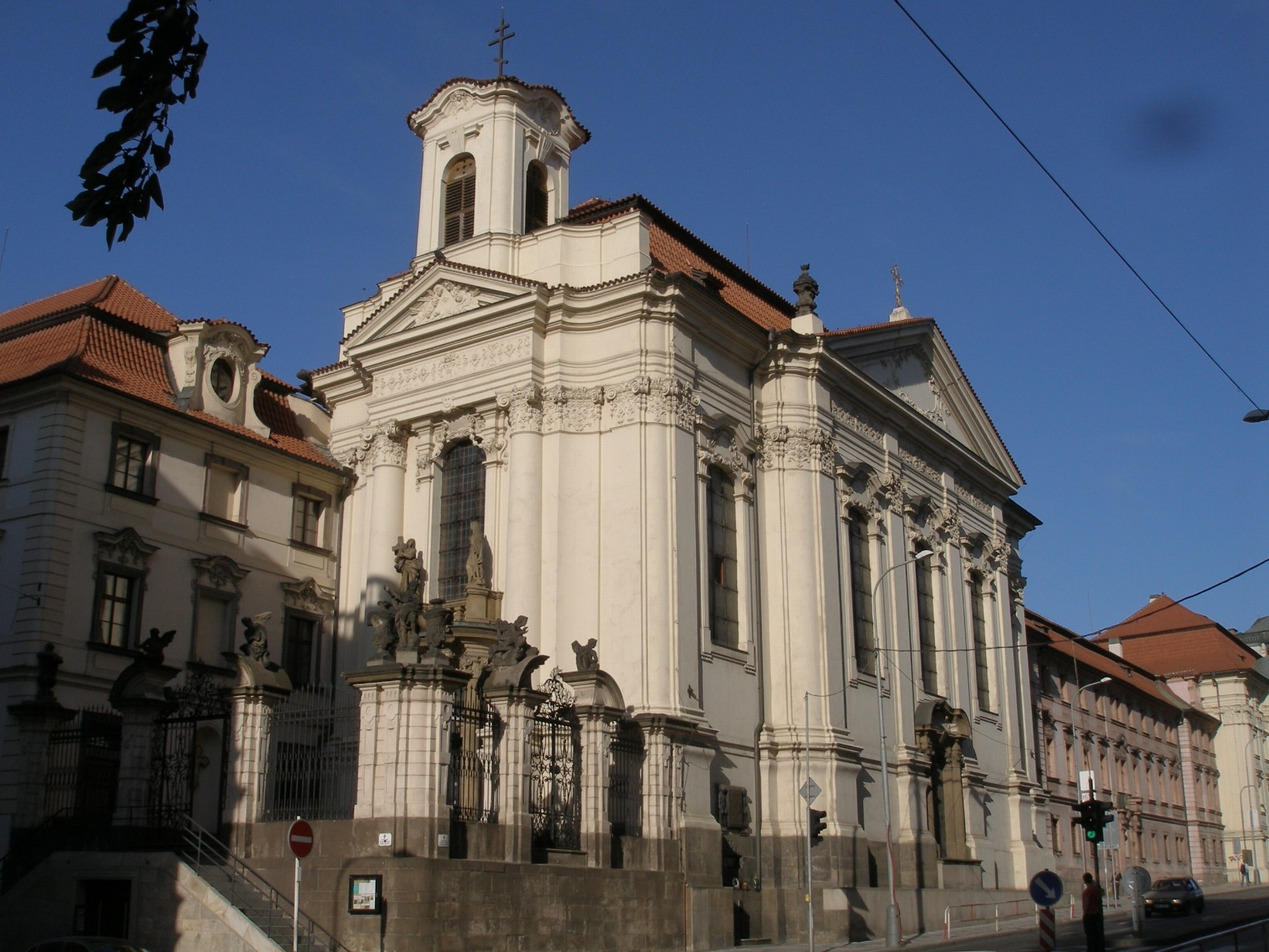
Katedra prawosławna Świętych Cyryla i Metodego w Pradze

Katedra prawosławna św. Aleksandra Newskiego w Preszowie

Po rozpadzie Czechosłowacji Cerkiew prawosławna stanęła przed koniecznością dostosowania się do nowej sytuacji politycznej. Utrzymano kanoniczną jedność Cerkwi, jednak w 1993 została ona podzielona na dwie prowincje metropolitalne: praską, obejmująca terytorium Czech i preszowską, obejmująca terytorium Słowacji, z osobnymi radami metropolitalnymi. Zwierzchnikami Cerkwi (metropolitami ziem czeskich i Słowacji) są odtąd na zmianę arcybiskupi Pragi i Preszowa.
29 maja 1990 Słowacka Rada Narodowa wydała rozporządzenie, na mocy którego cały majątek, który przed 1950 był majątkiem Cerkwi greckokatolickiej, miał być odebrany prawosławnym i do 1993 przekazany ponownie grekokatolikom. Prawo to, odbierane przez prawosławnych na Słowacji po dziś dzień jako niesprawiedliwe i krzywdzące, spowodowało utratę przez Cerkiew 135 spośród 170 dotąd użytkowanych obiektów sakralnych oraz domów parafialnych oraz postawiło ją przed koniecznością budowy nowych świątyń i pozostałych budynków. Do chwili obecnej wybudowano na Słowacji ponad 50 nowych cerkwi. Wkrótce okazało się również, że sytuacja wyznaniowa na Słowacji po 1968 jest ustabilizowana, a Słowacka cerkiew greckokatolicka nie jest w stanie zagospodarować odzyskanego majątku. Znaczna część odebranych wówczas prawosławnym cerkwi stoi po dziś dzień nie użytkowana albo korzystają z nich rzymscy katolicy.

## Organizacja
Obecnie Kościół Prawosławny Czech i Słowacji składa się z 4 diecezji. Cerkiew na ziemiach czeskich tworzą eparchia praska i eparchia ołomuniecko-brneńska. Cerkiew na Słowacji składa się z eparchii preszowskiej i eparchii michałowsko-koszyckiej. Zwierzchnikiem Kościoła Prawosławnego Czech i Słowacji (noszącym tytuł Metropolity Ziem Czeskich i Słowacji) jest od 2014 arcybiskup Rościsław, ordynariusz eparchii preszowskiej.
Obecnie cerkiew prawosławna w Czechach i na Słowacji liczy w czterech eparchiach 249 parafii i ok. 100 tys. wiernych, z czego ok. 70 tys. na Słowacji. Funkcjonuje 8 monasterów (4 męskie i 4 żeńskie), z czego tylko jeden na Słowacji (w Komárnie). Językiem liturgicznym jest cerkiewnosłowiański, coraz częstsze staje się używanie w liturgii języków czeskiego i słowackiego.

## Zwierzchnicy
| Biskup      | Imię świeckie           | Okres     | Tytuł                                         | Uwagi                                        |
| Gorazd II   | Matěj Pavlík            | 1921–1942 | biskup Czech, Moraw i Śląska                  | jurysdykcja Patriarchatu Serbii              |
| Sawwacjusz  | Antonín Jindřich Brabec | 1923–1948 | arcybiskup Pragi i Czechosłowacji             | jurysdykcja Patriarchatu Konstantynopola     |
| Eleuteriusz | Wieniamin Woroncow      | 1946–1955 | arcybiskup metropolita Pragi i Czechosłowacji | jurysdykcja Patriarchatu Moskwy (do 1951)    |
| Jan         | Michaił Kuchtin         | 1956–1964 | arcybiskup metropolita Pragi i Czechosłowacji | Kościół Prawosławny Czechosłowacji           |
| Doroteusz   | Dimitrij Filip          | 1964–1999 | arcybiskup metropolita Pragi i Czechosłowacji | Kościół Prawosławny Czechosłowacji (do 1993) |
| Mikołaj     | Mikuláš Kocvár          | 2000–2006 | arcybiskup Preszowa                           | Kościół Prawosławny Ziem Czeskich i Słowacji |
| Krzysztof   | Radim Pulec             | 2006–2013 | arcybiskup Pragi                              | Kościół Prawosławny Ziem Czeskich i Słowacji |
| Rościsław   | Ondrej Gont             | od 2014   | arcybiskup Preszowa                           | Kościół Prawosławny Ziem Czeskich i Słowacji |

## Monastery
Klasztory męskie
- Monaster św. Rościsława (Chabařovice)
- Monaster św. Gorazda (Hrubá Vrbka)
- Monaster Przemienienia Pańskiego (Těšov koło Chebu)
- Monaster Złożenia Szat NMP (Komárno, Słowacja)

Klasztory żeńskie
- Monaster św. Ludmiły (Brno)
- Monaster św. Mikołaja (Karlowe Wary)
- Monaster św. Wacława i św. Ludmiły (Loděnice koło Berouna)
- Monaster Zaśnięcia NMP (Vilémov k. Ołomuńca)